# Batalha de Asseiceira
A batalha da Asseiceira travou-se na povoação de Asseiceira, perto de Tomar, a 16 de Maio de 1834. Fez parte das guerras civis entre liberais e miguelistas, em que estes últimos foram derrotados. Além de mortos e feridos em grande número, os absolutistas deixaram 1400 prisioneiros nas mãos dos liberais. Esta batalha pôs termo ao reinado de D. Miguel, obrigado a recolher-se em Évora Monte, onde foi assinada a paz e de onde o monarca partiu para o exílio.